# Paddington 2
Paddington 2 ist eine britisch-französische Filmkomödie von Paul King aus dem Jahr 2017. Sie basiert auf der Kinderbuchfigur Paddington Bär und ist die Fortsetzung des 2014 erschienenen Film Paddington.

## Handlung
Der 100. Geburtstag von Paddingtons Tante Lucy steht kurz bevor und Paddington muss sich auf die Suche nach einem geeigneten Geschenk machen. In Mr. Grubers Antiquitätengeschäft findet er schließlich ein besonderes Aufklapp-Bilderbuch, welches er sich jedoch nicht leisten kann. So nimmt er verschiedene Jobs an, um das nötige Geld zu verdienen.
Einen Tag, bevor er das Buch schließlich kaufen will, wird er Zeuge, wie das Buch von einem bärtigen Mann aus Mr. Grubers Laden gestohlen wird. Paddington wird der Tat verdächtigt und wegen mangelnder Beweise, dass es den bärtigen Mann gab, verhaftet und verurteilt. Im Gefängnis freundet sich Paddington schnell mit den anfangs böswilligen Insassen an. Der Gefängniskoch „Knuckles“ McGinty wird sogar zu einem guten Freund Paddingtons.
Der wirkliche Dieb stellt sich als ein Mann namens Phoenix Buchanan heraus, ein erfolgloser Schauspieler, welcher gegenüber den Browns lebt. Paddington hatte ihm wenige Tage zuvor von dem Buch erzählt. Buchanan glaubt, dass das Buch der Schlüssel zu einem in London versteckten Schatz sei, von dem bereits sein Großvater wusste. So benutzt er das Buch und findet dadurch in den Londoner Wahrzeichen verschiedene Hinweise.
Währenddessen versuchen die Browns, Paddingtons Unschuld zu beweisen. Eine Wahrsagerin sagt ihnen, dass die Autorin des gestohlenen Bilderbuchs vor vielen Jahren von Buchanans Großvater ermordet wurde. Sie habe wirklich einen Schatz besessen und Hinweise zum Versteck in das Buch eingearbeitet. So kommen die Browns schnell auf die Fährte von Buchanan und brechen in sein Haus ein, um das Buch zu suchen. Als dieser unerwartet nach Hause kommt, müssen sie den Plan abbrechen.
Paddington bricht derweilen mit drei Insassen aus dem Gefängnis aus. Er kontaktiert die Browns, welche ihm mitteilen, den wahren Bücherdieb zu kennen und ihn nur überführen zu müssen, um endlich Paddingtons Unschuld zu beweisen. Sie arrangieren ein Treffen am Bahnhof Paddington. Dort besteigt Paddington einen Zug, der den Schatz transportiert. Er findet Buchanan im Zug und kann ihm das Buch wegnehmen. Buchanan sperrt Paddington jedoch in einen Waggon ein und löst die Wagenkupplung, sodass der Waggon mit dem Bären in einem Fluss versinkt. Im letzten Moment wird Paddington jedoch von Knuckles und den anderen Gefängnisinsassen gerettet, welche mit ihrem Flucht-Flugzeug neben ihm schwimmen, und Mrs. Bird schafft es, Buchanan zu überwältigen.
Endlich wird Paddingtons Unschuld anerkannt, der jedoch nach all den Strapazen in ein Koma fällt. Erst drei Tage später, an Tante Lucys Geburtstag, erwacht er daraus. Da das Bilderbuch von der Polizei als Beweismittel konfisziert wurde, steht Paddington nun doch ohne Geschenk da. Es macht ihn glücklich, als er erfährt, dass die Browns arrangiert haben, dass Tante Lucy nun selbst nach London zu Besuch gekommen ist.

### Anspielungen
Wie schon beim Vorgänger gibt es zahlreiche Anspielungen auf andere Filme, etwa durch den Regenschirmtanz, die Verfolgungsjagd auf dem Zug und Moderne Zeiten von Charlie Chaplin, dessen Schnurrbart Paddington unmittelbar nach der Zahnradszene kurz trägt.

## Besetzung und Synchronisation
| Figur              | Darsteller          | Deutscher Sprecher   |
| ------------------ | ------------------- | -------------------- |
| Henry Brown        | Hugh Bonneville     | Erich Räuker         |
| Mary Brown         | Sally Hawkins       | Tanja Geke           |
| „Knuckles“ McGinty | Brendan Gleeson     | Reinhard Scheunemann |
| Mrs. Bird          | Julie Walters       | Katharina Lopinski   |
| Samuel Gruber      | Jim Broadbent       | Frank-Otto Schenk    |
| Mr. Curry          | Peter Capaldi       | Tobias Lelle         |
| Phoenix Buchanan   | Hugh Grant          | Patrick Winczewski   |
| Judy Brown         | Madeleine Harris    | Aliana Schmitz       |
| Jonathan Brown     | Samuel Joslin       | Nando Schmitz        |
| The Colonel        | Ben Miller          | Frank Röth           |
| Rolle              | Englischer Sprecher | Deutscher Sprecher   |
| Paddington Brown   | Ben Whishaw         | Elyas M’Barek        |
| Lucy               | Imelda Staunton     | Ulrike Johannson     |
| Pastuzo            | Michael Gambon      | Roland Hemmo         |

## Produktion
Bereits im April 2015 bestätigte David Heyman, Produzent des ersten Paddington-Films, dass er einen zweiten Teil produzieren werde. Im Oktober 2016 wurde bekannt gegeben, dass der gesamte Cast des ersten Teils für die Fortsetzung zurückkehren werde. Als neue Besetzungsmitglieder wurden Brendan Gleeson als der Tresorknacker „Knuckles“ McGinty sowie Hugh Grant als Phoenix Buchanan, der Antagonist des Films, bekanntgegeben.
Die Dreharbeiten in London liefen von Oktober 2016 bis Juni 2017. Am 5. November 2017 feierte der Film in London seine Weltpremiere. In Deutschland kam der Film am 23. November 2017 in die Kinos.

## Rezeption

### Kritik
Der Film erhielt von Kritikern durchgehend positive Bewertungen. Auf Rotten Tomatoes wurden für den Film 99 Prozent positive Kritiken gewertet, welche eine durchschnittliche Bewertung von 8,7 von 10 erhielt.

### Verzögerung durch das Kulturministerium in Russland
In Russland wurde der Film vom Kulturministerium kurz vor der Premiere zurückgehalten. Schon verkaufte Tickets mussten rückerstattet werden. Die dem Kulturministerium zustehende Maßnahme sollte dazu dienen, die russischen Filme zu bevorzugen und den Einfluss ausländischer Kultur einzudämmen.

### Auszeichnungen
Von der Deutschen Film- und Medienbewertung erhielt der Film das Prädikat „besonders wertvoll“.

## Fortsetzung
Im Juni 2016 gab der Geschäftsführer von Studiocanal bekannt, dass ein dritter Paddington-Film produziert werden solle.
Die Hauptdreharbeiten fanden im Sommer 2023 im Vereinigten Königreich, weitere in Kolumbien und Peru statt. Aufgrund des von Juli bis November dauernden Schauspielerstreiks (SAG-AFTRA-Streik) wurde die Rolle der Gina Cabot von Carla Tous gespielt (anstelle der ursprünglich geplanten Rachel Zegler). Im Oktober waren die Dreharbeiten abgeschlossen; der Veröffentlichungstermin wurde auf November 2024 gesetzt. Inzwischen gilt Januar 2025 als deutscher Starttermin für Paddington in Peru.